# Dólar Morgan
El dólar Morgan es una moneda con un valor facial de un dólar estadounidense acuñada de 1878 a 1904, y de manera posterior en 1921 y como conmemorativa en 2021. Fue el primer dólar de plata acuñado desde la aprobación de la Ley de la Moneda de 1873, que puso fin a la libre acuñación de plata y a la producción del diseño anterior, el dólar de la Libertad sentada. La moneda lleva el nombre de su diseñador, el grabador asistente de la Casa de Moneda de los Estados Unidos, George T. Morgan. El anverso muestra un retrato de perfil que representa a la Libertad, mientras que el reverso muestra un águila con las alas extendidas. La marca de ceca, si está presente, aparece en el reverso sobre la «o» de «dollar».
El dólar fue autorizado por la Ley Bland-Allison. Tras la aprobación de la ley de 1873, el sector minero presionó para restaurar la libre acuñación de plata, lo que requeriría que la Casa de Moneda aceptara toda la plata que se le presentara y la devolviera acuñada en una moneda. En cambio, se aprobó la Ley Bland-Allison, que requería que el Tesoro comprara entre dos y cuatro millones de dólares en plata a valor de mercado para ser acuñada en dólares cada mes. En 1890 la Ley Bland-Allison fue derogada por la Ley Sherman de compra de plata, que exigía que el Tesoro comprara 4 500 000 de onzas troy (140 000 kg) de plata cada mes, y que solo requería una producción adicional de dólares de plata durante un año. Esta ley, una vez más, fue derogada en 1893.
En 1898 el Congreso aprobó una ley que exigía que todos los lingotes restantes comprados bajo la Ley Sherman se acuñaran en dólares de plata, y, cuando estas reservas de plata se agotaron en 1904, la Casa de Moneda dejó de acuñar dólares Morgan. La Ley Pittman, aprobada en 1918, autorizó la fusión y reacuñación de millones de dólares de plata, y con esto, se reanudó la acuñación de los dólares Morgan durante un año en 1921. El diseño fue reemplazado por el dólar de la Paz más tarde ese mismo año.
A principios de la década de 1960, se descubrieron en las bóvedas del Tesoro una gran cantidad de dólares Morgan sin circular en sus bolsas originales, incluidas algunas piezas que alguna vez se consideraron raras. Particulares comenzaron a comprar grandes cantidades de las monedas a su valor nominal y luego las retiraron de la circulación mediante acaparamiento, lo que llevó a que el Tesoro dejara de intercambiar certificados de plata por monedas de plata. A partir de la década de 1970, el Tesoro realizó una venta de dólares de plata acuñados en la Casa de Moneda de Carson City a través de la Administración de Servicios Generales (GSA). En 2006, el diseño del reverso del Morgan se utilizó en un dólar de plata acuñado para conmemorar el antiguo edificio de la Casa de Moneda de San Francisco.

## Antecedentes
En 1873 el Congreso promulgó la cuarta Ley de la Moneda, que puso fin al estándar bimetálico en Estados Unidos al desmonetizar la plata. Antes de la promulgación de la ley, la plata podía llevarse a las casas de moneda y acuñarse en moneda de curso legal por una pequeña tarifa. 
Con un sistema de ese tipo, los productores de metal podían acuñar plata en dólares cuando el valor intrínseco de un dólar de plata fuese menor que el valor nominal, obteniendo así una ganancia, desbordando la oferta monetaria y provocando inflación. La ley puso fin a la producción del dólar de plata estándar —entonces el dólar de la Libertad sentada, diseñado por Christian Gobrecht— y dispuso la acuñación de un dólar de comercio de plata, que estaba destinado a competir con monedas mexicanas para su uso en el Extremo Oriente. En virtud de la ley, se permitió a los productores llevar metal a las casas de moneda para que se transformaran en lingotes o se acuñaran en los dólares de comercio recién autorizados por una pequeña tarifa. Los dólares de comercio tenían curso legal de manera inicial, pero esto se revocó en 1876 para evitar que los productores de metal obtuvieran ganancias por acuñar plata en dólares de comercio cuando el valor del metal fuese bajo. Las restricciones sobre la libre acuñación establecidas en la ley encontraron poca resistencia inicial por parte del sector minero, hasta que el precio de la plata disminuyó de manera rápida debido al aumento de la actividad minera en el oeste de Estados Unidos. Las protestas también vinieron de banqueros, fabricantes y agricultores, quienes creían que una mayor oferta monetaria tendría un impacto positivo, y, además, se formaron grupos que exigían la libre acuñación de plata para inflar el dólar tras el pánico de 1873.
A partir de 1876 se presentaron varios proyectos de ley en la Cámara de Representantes en un esfuerzo por reanudar la libre acuñación de plata. Uno de esos proyectos de ley, presentado en la Cámara por el representante demócrata de Misuri Richard P. Bland, se aprobó en la segunda mitad de 1876, mientras que el senador republicano por Iowa William B. Allison le agregó importantes enmiendas en el Senado. El proyecto de ley de la Cámara permitió la libre acuñación de plata, pero una de las enmiendas de Allison eliminó esa disposición. Esta misma enmienda permitió la emisión de certificados de plata por primera vez en la historia estadounidense. El proyecto de ley fue vetado por el presidente Rutherford B. Hayes, acción que fue anulada el 28 de febrero de 1878. Lo que llegó a conocerse como la Ley Bland-Allison requería que el Tesoro comprara entre dos y cuatro millones de dólares en plata por mes, para acuñarlos en dólares de plata con la anterior relación de valor oro/plata de 16:1, lo que significaba que una onza de oro tendría el mismo valor que dieciséis onzas de plata.

## Diseño

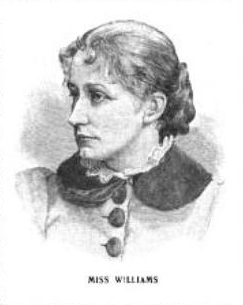
Anna Willess Williams en una edición de 1892 de Ladies' Home Journal.

En 1876 el director de la Casa de Moneda Henry Linderman comenzó los trabajos para rediseñar las monedas de plata del país. Linderman se puso en contacto con C. W. Fremantle, subdirector de la Royal Mint de Londres, pidiéndole que «encontrara un grabador de primera clase que estuviera dispuesto a ocupar el puesto de grabador asistente en la Casa de Moneda de Filadelfia». En respuesta a la solicitud de Linderman, Fremantle escribió: «Mis consultas acerca de un grabador asistente me llevan muy fuertemente a recomendar para el puesto al Sr. George Morgan, de 30 años, que se ha hecho un nombre considerable, pero para quien no hay muchas oportunidades en el presente en este país». Se llegó a un acuerdo entre Linderman y Morgan para que el grabador trabajara en la Casa de Moneda de Filadelfia bajo la dirección del grabador jefe William Barber durante una prueba de seis meses.
Morgan llegó a Filadelfia el 9 de octubre de 1876, y sus primeras monedas de prueba diseñadas durante su estadía en la Casa de Moneda de Filadelfia fueron destinadas a monedas de medio dólar. Ese mismo año Morgan se matriculó como estudiante en la Academia de Bellas Artes de Pensilvania como preparación para la creación de un nuevo diseño del retrato de la Libertad. Morgan también cursó estudios de la naturaleza del águila calva para la preparación del diseño del reverso. Para la representación de la Libertad, Morgan buscó representar a una mujer estadounidense en lugar de las habituales figuras de estilo griego, por lo que su amigo, el artista Thomas Eakins, sugirió que usara a Anna Willess Williams de Filadelfia como modelo. En total, Morgan tuvo cinco sesiones con Williams, y luego declaró que su perfil era el más perfecto que había visto.
El 18 de octubre de 1877 Linderman solicitó al superintendente de la Casa de Moneda de Filadelfia James Pollock «dar instrucciones al Sr. Morgan para que prepare sin demora los troqueles para un dólar de plata, los diseños, inscripciones y disposición de los mismos para que fueran iguales a la impresión adjunta para el medio dólar y numerada como "2", sustituyendo las palabras "un dólar" en lugar de "medio dólar"». Linderman también ordenó a Pollock a «dar instrucciones al Sr. Barber para que prepare un troquel para el reverso de un dólar con una representación de un águila, así como las inscripciones requeridas por ley. Él seleccionará cualquiera de sus retratos de la Libertad que prefiera para el anverso de las mismas». De manera evidente Linderman prefería los diseños de Morgan a los del grabador jefe, y le escribió a Pollock el 21 de febrero de 1878: «tengo que declarar ahora para su información, que es mi intención, en caso de que el proyecto de ley de la plata ahora pendiente en el Congreso, se convierta en ley, solicitar la aprobación del secretario del Tesoro de los troqueles preparados por el Sr. Morgan».

## Producción

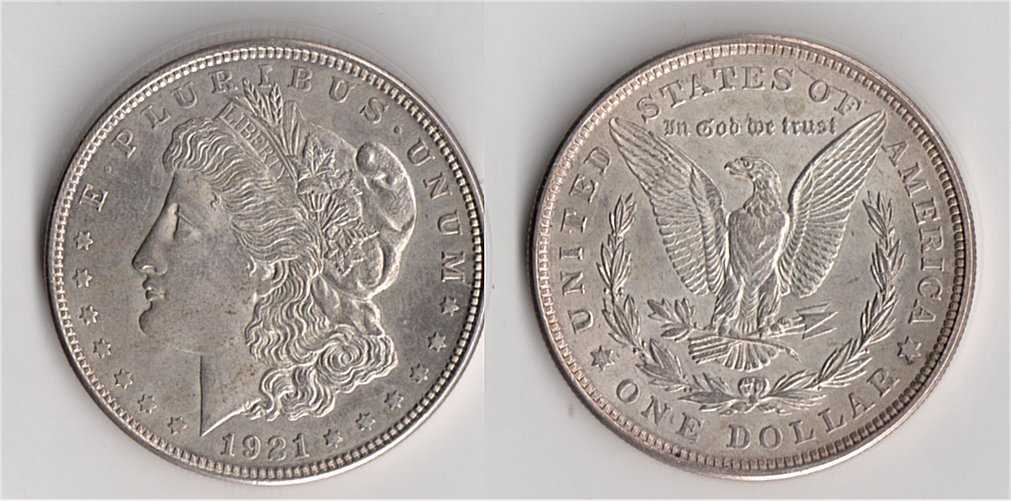
Dólar Morgan de 1921, último año de emisión para circulación, de la ceca de Filadelfia, sin marca.

La producción de las monedas no comenzó hasta el 11 de marzo de 1878, más de una semana después de la aprobación de la Ley Bland-Allison. La primera acuñación válida, después de ajustes a la prensa monetaria, se realizó a las 15:17 horas en la Casa de Moneda de Filadelfia. Esta pieza fue entregada al presidente Hayes, y la segunda y tercera se entregaron, respectivamente, al secretario del Tesoro John Sherman, y al director de la Casa de Moneda, Henry Linderman.
Linderman deseaba involucrar a las casas de moneda occidentales de San Francisco y Carson City en la producción para ayudar a alcanzar la cuota mensual necesaria bajo la Ley Bland-Allison. La presión fue tan grande en la Casa de Moneda de Filadelfia que detuvo la producción de todas las demás monedas y comenzó a operar en horas extras. Sin embargo, el uso de las cecas occidentales se retrasó, ya que todas los troqueles se preparaban en la Casa de Moneda de Filadelfia, y se creía que las casas de moneda occidentales no tenían el equipo adecuado para preparar los cuños para su uso. Durante la segunda semana de producción, Linderman señaló lo que llamó una «leve imperfección» en los troqueles del dólar. El motivo de los cambios fue reducir el relieve de los diseños y cambiar el número de plumas de la cola del águila de ocho a siete, lo que se hizo porque todas las monedas anteriores de Estados Unidos mostraban al águila calva con un número impar de plumas en la cola, y porque el alto relieve había provocado que los cuños tuvieran una vida más corta. Los troqueles fueron enviados a las cecas occidentales, y llegaron tanto a San Francisco como a Carson City el 16 de abril de 1878, mientras que la Casa de Moneda de Nueva Orleans comenzó a acuñar los nuevos dólares de plata en 1879.
La Casa de Moneda de Denver, establecida en 1906, acuñó las monedas solo durante un año, en 1921. Las marcas de ceca que aparecen en las monedas corresponden a cc para Carson City, s para San Francisco, o para Nueva Orleans y d para Denver, mientras que si no aparece ninguna marca corresponde a Filadelfia. Para cumplir con la Ley de la Moneda de 1837, la composición del dólar Morgan se fijó en un 90% de plata y 10% de cobre, mientras que su diámetro se fijó en 38,1 mm (1,50 pulgadas) de diámetro y su peso en 26,73 g (412,5 granos).

## Ley Sherman de compra de plata y el pánico de 1893

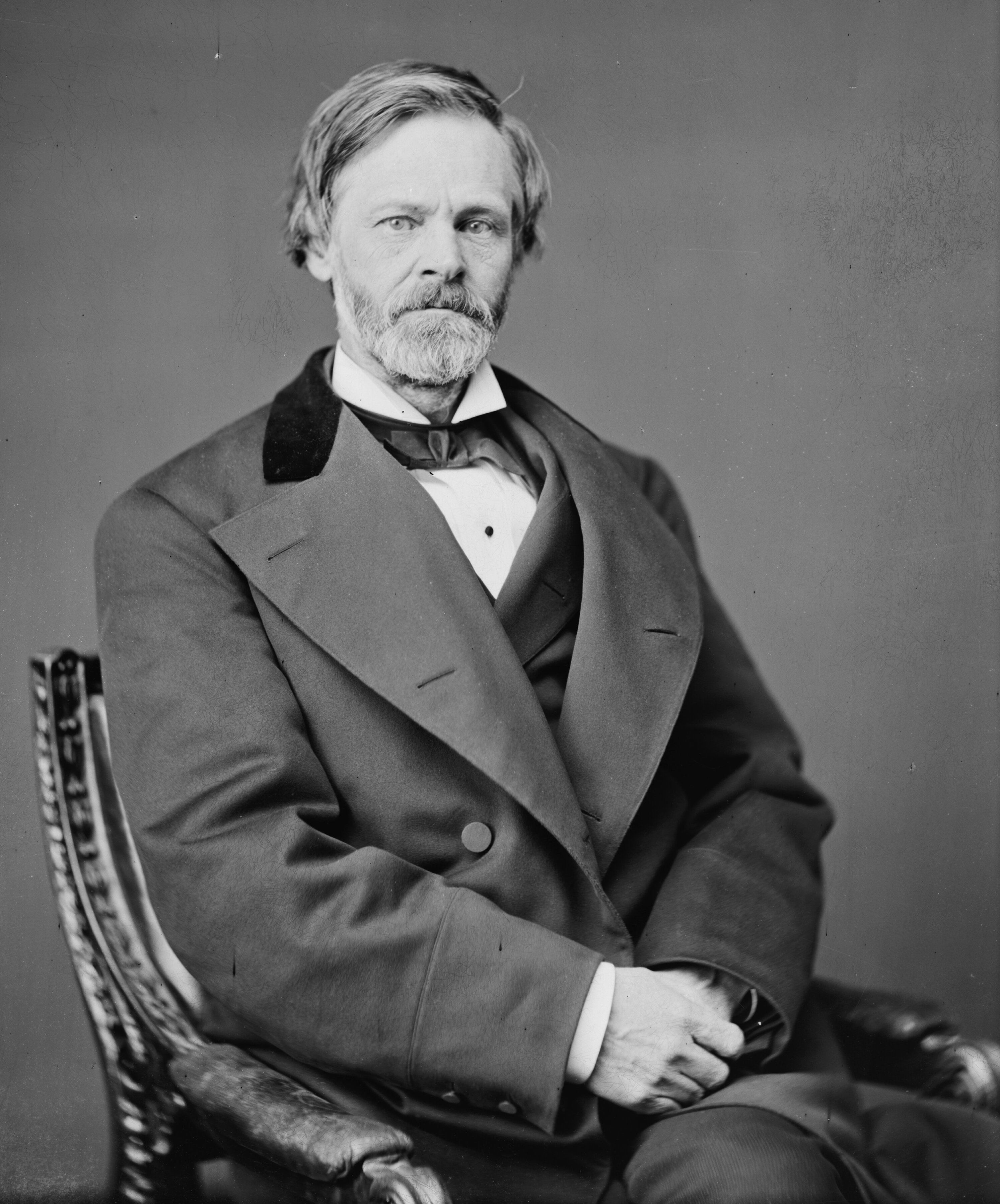
El senador por Ohio John Sherman, autor de la ley Sherman de compra de plata.

La acuñación del dólar Morgan se mantuvo más o menos estable hasta la aprobación de la Ley Sherman de compra de plata el 14 de julio de 1890. La ley, promovida por el senador por Ohio y exsecretario del Tesoro, John Sherman obligó al Tesoro a incrementar la cantidad de plata comprada a 4 500 000 onzas troy (140 000 kg) cada mes. Los partidarios de la ley creían que un aumento en la cantidad de plata comprada daría lugar a una inflación, lo que ayudaría a aliviar a los agricultores del país. La ley también recibió el apoyo del sector minero debido a que una compra de tal volumen haría subir el precio de la plata y aumentar sus ganancias. A pesar de que la ley exigía grandes compras de plata de forma indefinida, establecía que la Casa de Moneda debía acuñar 2 000 000 de dólares de plata cada mes solo hasta 1891. Dado que el Tesoro ya tenía un superávit de dólares de plata, la acuñación de dólares cayó de manera drástica a partir de 1892, y la plata que quedó después de la acuñación de los dólares se utilizó para producir monedas de diez centavos, y de cuartos y medios dólares.
A principios de 1893, varias empresas industriales, sobre todo de manufacturas y de ferrocarril, se declararon en quiebra, lo que llevó a una etapa de dificultades económicas conocida como el pánico de 1893. En junio de ese año, el presidente Grover Cleveland, que creía que el pánico era causado por la inflación generada por la Ley Sherman, convocó una sesión especial del Congreso para derogarla, lo que sucedió el 1 de noviembre de 1893. El 13 de junio de 1898, el Congreso ordenó la conversión de toda la plata restante comprada en virtud de la Ley Sherman en dólares de plata. La producción de los dólares Morgan aumentó de nuevo, hasta que el metal se agotó en 1904, y cesó su acuñación.

## Ley Pittman

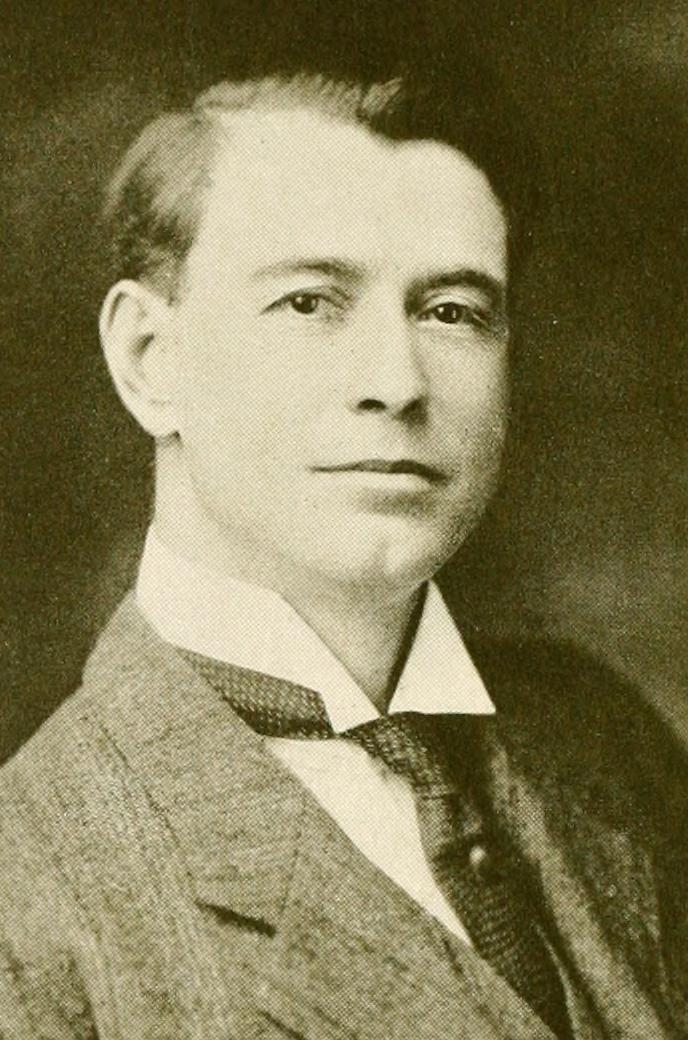
El senador Key Pittman, autor de la ley que lleva su nombre.

El gobierno alemán inició una campaña de propaganda durante la Primera Guerra Mundial para desacreditar la moneda del Reino Unido en India. Los alemanes convencieron a los ciudadanos indios de que los billetes británicos en ese país no podían cambiarse por plata, lo que llevó a una carrera por el suministro británico de plata. En respuesta, el senador estadounidense demócrata por Nevada Key Pittman presentó una legislación en 1918 que tenía la intención de ofrecer un alivio financiero al gobierno británico. El proyecto, aprobado el 22 de abril de 1918, declaraba que «las ventas de plata bajo la autoridad de esta ley pueden realizarse con el propósito de conservar las existencias de oro existentes en Estados Unidos, de proporcionar plata para la acuñación subsidiaria y para uso comercial, y de ayudar a gobiernos extranjeros en guerra con enemigos de Estados Unidos». La Ley Pittman autorizó a Estados Unidos a fundir hasta 350 millones de dólares de plata, lo que comenzó de forma inmediata después de su aprobación. Estados Unidos finalmente fundió un total de 270 232 722 dólares de plata, y, de esa cantidad, 259 121 554 se vendieron al Reino Unido al costo de un dólar la onza troy.
Estados Unidos solo volvió a acuñar el dólar Morgan durante 1921, el único año en el que se acuñaron en la Casa de Moneda de Denver. Dado que el Tesoro había destruido en 1910 los obsoletos troqueles de dólares Morgan, que no se acuñaban desde 1904, Morgan tuvo que crear un nuevo cuño maestro desde el principio. Otra disposición de la Ley Pittman autorizó a Estados Unidos a acuñar una moneda de reemplazo por cada dólar de plata fundido.
Durante el mismo año, el dólar de la Paz se emitió por primera vez para conmemorar el final de la Primera Guerra Mundial. En un principio, este nuevo modelo se creó para sustituir al dólar Morgan bajo los términos de la Ley Pittman, pero sin autorización del Congreso, a pesar de que la ley no describía el diseño de la moneda. Los cambios en el diseño se basaron en una autorización previa ya recogida en una ley del Congreso de 1890, que establecía, entre otras cosas: «No se harán cambios en el diseño o acuñación de ninguna moneda más de una vez en 25 años a partir del año de su adopción».

## Dólares Morgan de la ceca de Carson City
Hasta 1964 los ciudadanos estadounidenses podían cambiar el papel moneda conocido como certificados de plata por dólares de plata en una casa de moneda del Tesoro de Estados Unidos. En 1962, un individuo hizo esta operación y recibió a cambio un raro y valioso ejemplar de dólar Morgan, que procedía de una bolsa que llevaba décadas depositada en la bóveda de la ceca de Filadelfia. Este incidente despertó un gran interés y, entre noviembre de 1962 y marzo de 1964, se vendieron por su valor facial al público en general millones de dólares Morgan y de la Paz. La demanda para cambiar certificados de plata por dólares de plata fue tan grande que se formaron filas fuera del edificio del Tesoro en Washington D. C., y algunas personas incluso iban con carretillas. Durante este proceso, el Tesoro de los Estados Unidos descubrió además que en sus cámaras blindadas, en el interior de algunas bolsas, se encontraban más de 2,8 millones de monedas de dólar Morgan acuñadas en la Casa de Moneda de Carson City, cuya existencia se desconocía. Los funcionarios del Tesoro decidieron retenerlos y no entregarlos a cambio de los certificados de plata, ya que la cantidad de dólares acuñados en Carson City había sido mucho menor que en el resto de las cecas, lo que daría a las monedas un valor numismático notable que aumentaría su valor.
El 12 de mayo de 1969 una Comisión Conjunta de Monedas celebró una reunión para determinar la mejor manera de vender los dólares acuñados en Carson City que antes habían sido retenidos por funcionarios del Tesoro; la comisión recomendó una venta por correo. El 31 de diciembre de 1970 se aprobó una legislación que ordenaba al Tesoro que transfiriera los dólares de plata a la Administración de Servicios Generales, a quien se le dio la responsabilidad de comercializar y vender las monedas. La legislación también establecía que todos los ingresos de la venta debían «ingresarse en el Tesoro como recibos varios». El Congreso suministró a la Administración de Servicios Generales 10 millones de dólares para comercializar las monedas de un dólar. La publicidad consistió en carteles y folletos distribuidos en oficinas de correos, bancos y diversas instituciones financieras, así como en documentales de televisión. Las monedas se clasificaron y montaron en pequeñas cápsulas de plástico. La Administración de Servicios Generales realizó un total de siete ventas por correo entre 1972 y 1980, y en total, las ventas generaron 107 millones de dólares en ingresos.

## Dólar conmemorativo de San Francisco

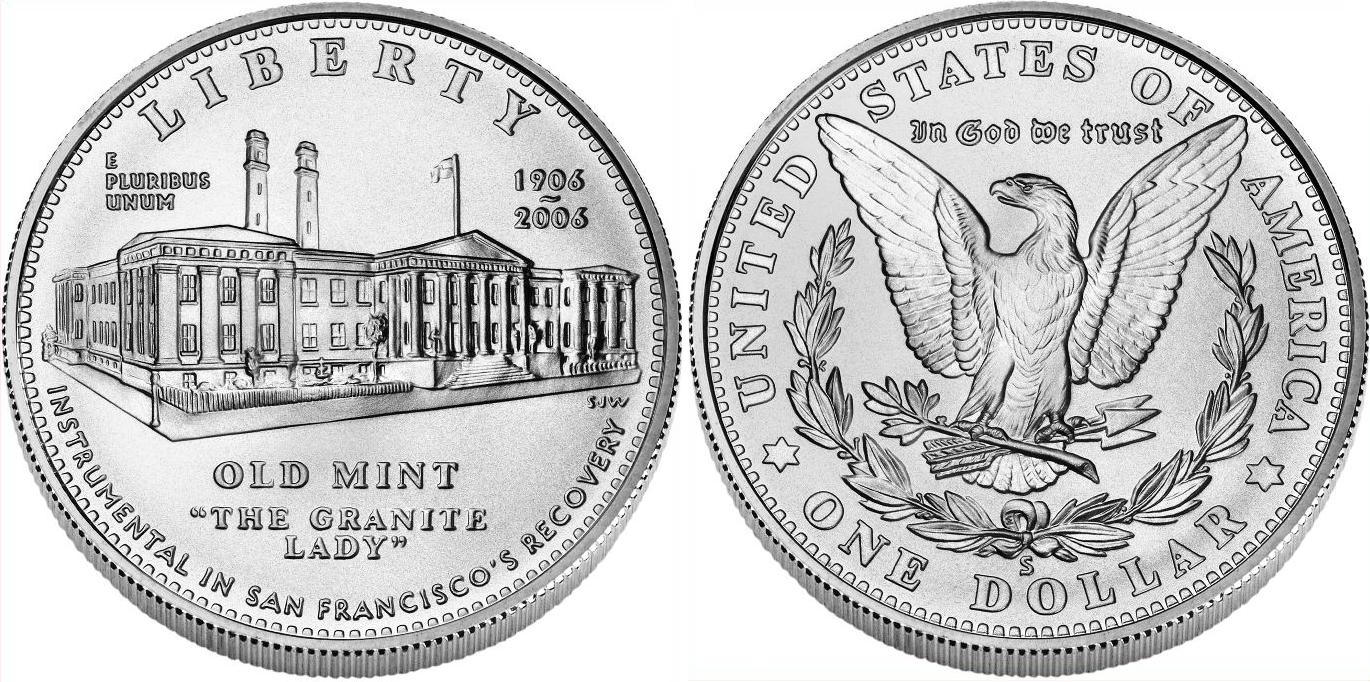
Dólar conmemorativo de 2006, que en su reverso muestra el diseño, con ligeras modificaciones, del dólar Morgan.

El 15 de junio de 2006 se aprobó por ley la emisión de un dólar de plata y una moneda de oro de cinco dólares en «conmemoración de la vieja Casa de Moneda en San Francisco», con el fin de aportar parte de los beneficios de la venta de las monedas a la rehabilitación del antiguo edificio de la ceca. En total, se autorizó la acuñación de 100 000 monedas conmemorativas de oro y 500 000 de plata. La autorización llegó a instancias de varias publicaciones aficionadas, que solicitaron a los lectores que se pusieran en contacto con sus congresistas locales y los convencieran de aprobar la legislación necesaria. Los diseños aprobados para el dólar de plata conmemorativo muestran una vista frontal izquierda del viejo edificio de la ceca en el anverso, y una copia del diseño del águila de Morgan en el reverso, obra del artista de la Casa de Moneda Joseph Menna, que empleó como modelo un dólar Morgan acuñado en 1904 en San Francisco.

## Tiraje anual
Los dólares Morgan se acuñaron cada año entre 1878 y 1904 en un total de cuatro cecas distintas (Filadelfia, Nueva Orleans, San Francisco y Carson City). De manera posterior, en 1921, la producción se reanudó durante solo un año y solo en la Casa de Moneda de Denver.
| Año   | Filadelfia  | Nueva Orleans | San Francisco | Carson City | Denver     |
| ----- | ----------- | ------------- | ------------- | ----------- | ---------- |
| 1878  | 10 500 000  |               | 9 774 000     | 2 212 000   |            |
| 1879  | 14 806 000  | 2 887 000     | 9 110 000     | 756 000     |            |
| 1880  | 12 600 000  | 5 305 000     | 8 900 000     | 591 000     |            |
| 1881  | 9 162 991   | 5 708 000     | 12 760 000    | 296 000     |            |
| 1882  | 11 100 000  | 6 090 000     | 9 250 000     | 1 133 000   |            |
| 1883  | 12 290 000  | 8 725 000     | 6 250 000     | 1 204 000   |            |
| 1884  | 14 070 000  | 9 730 000     | 3 200 000     | 1 136 000   |            |
| 1885  | 17 787 000  | 9 185 000     | 1 497 000     | 228 000     |            |
| 1886  | 19 963 000  | 10 710 000    | 750 000       |             |            |
| 1887  | 20 290 000  | 11 550 000    | 1 771 000     |             |            |
| 1888  | 19 183 000  | 12 150 000    | 657 000       |             |            |
| 1889  | 21 726 000  | 11 875 000    | 700 000       | 350 000     |            |
| 1890  | 16 802 000  | 10 701 100    | 8 230 373     | 2 309 041   |            |
| 1891  | 8 693 556   | 7 954 529     | 5 296 000     | 1 618 000   |            |
| 1892  | 1 036 000   | 2 744 000     | 1 200 000     | 1 352 000   |            |
| 1893  | 378 000     | 300 000       | 100 000       | 677 000     |            |
| 1894  | 110 000     | 1 723 000     | 1 260 000     |             |            |
| 1895  | 880         | 450 000       | 400 000       |             |            |
| 1896  | 9 976 000   | 4 900 000     | 5 000         |             |            |
| 1897  | 2 822 000   | 4 004 000     | 5 825 000     |             |            |
| 1898  | 5 884 000   | 4 400 000     | 4 102 000     |             |            |
| 1899  | 330 000     | 12 290 000    | 2 562 000     |             |            |
| 1900  | 8 830 000   | 12 590 000    | 3 540 000     |             |            |
| 1901  | 6 962 000   | 13 320 000    | 2 284 000     |             |            |
| 1902  | 7 994 000   | 8 636 000     | 1 530 000     |             |            |
| 1903  | 4 652 000   | 4 450 000     | 1 241 000     |             |            |
| 1904  | 2 788 000   | 3 720 000     | 2 304 000     |             |            |
| 1921  | 44 690 000  |               | 21 695 000    |             | 20 345 000 |
| Total | 305 437 547 | 186 097 629   | 131 188 373   | 13 862 041  | 20 345 000 |